# Frutak
Frutak är ett samhälle i Montenegro. Det ligger i den centrala delen av landet. Frutak ligger 78 meter över havet och antalet invånare är 181.
Terrängen runt Frutak är varierad. Frutak ligger nere i en dal. Omgivningarna runt Frutak är en mosaik av jordbruksmark och naturlig växtlighet.